# دونالد جانستون
دونالد جانستون (انگلیسی: Donald Johnston; ۳۰ سپتامبر ۱۸۹۹ – ۴ اوت ۱۹۸۴) قایقران روئینگ اهل ایالات متحده آمریکا بود.